# Stylophorum
Stylophorum es un género  de plantas herbáceas pertenecientes a  la familia de las papaveráceas. Comprende 15 especies descritas y de estas, solo 3 aceptadas.

## Descripción
Son nativas de los bosques en el este de América del Norte y de China.
Los tallos son erizados, y las hojas son lobuladas y con bordes ondulados.
Las flores son de color amarillo y tienen cuatro pétalos y un inusualmente largo estilo  que da nombre a este género. Varios de ellos pueden ser encontrados en cada tallo.
Está estrechamente relacionada con Hylomecon vernalis que tiene una sola flor en cada tallo, y la celidonia mayor ( Chelidonium majus ) con tallos ramificados y sin brácteas o bracteolas.

## Taxonomía
El género  fue descrito por Thomas Nuttall y publicado en The Genera of North American Plants 2: 7. 1818. La especie tipo es: Stylophorum diphyllum (Michx.) Nutt.	
Etimología
Stylophorum: nombre genérico compuesto por las palabras griegas stylo = "estilo" y phorum = "que lleva", por el largo estilo  que da nombre a este género.

## Especies
- Stylophorum diphyllum (Michx.) Nutt.
- Stylophorum lasiocarpum (Oliv.) Fedde
- Stylophorum sutchuenense (Franch.) Fedde